# Jaume Olives i Canals
Jaume Olives i Canals (Barcelona, 1907 - Ciutadella, 1987) va ser un humanista cristià i hel·lenista. Es va doctorar en lletres a la Universitat de Barcelona, obtenint una càtedra en grec a l'Institut Balmes. A nivell professional, va treballar per la Cambra del Llibre, després anomenada Instituto Nacional del Libro Español, des d'on va impulsar la Fira nadalenca del Llibre Infantil, el Dia del Llibre, un Catàleg de llibres en català, la Biblioteca Bergnes de les Cases (sobre temes del llibre); exposicions de llibres en català i castellà per Hispano-Amèrica i arreu del món, i el Congrés Internacional d'Editors a Barcelona 1960. Com a hel·lenista, va publicar Bergnes de las Casas, helenista y editor (1947). És conegut per haver traduït diversos volums dels Diàlegs de Plató a la Col·lecció Bernat Metge durant els anys 50 i 60. Com a director literari de la Editorial Herder va traduir i adaptar la coneguda Enciclopèdia Herder, va promoure la traducció castellana de la Bíblia pel Pare Serafín de Ausejo, i va ampliar l'àmbit temàtic d'aquesta famosa editorial catòlica als temes de ciències socials, seguint les orientacions del Concili Vaticà II. Com a autor cristià té una copiosa col·lecció d'articles a la revista Apostolado Franciscano (editada al Convent de Pompeia) alguns en col·laboració amb el Pare Evangelista de Montagut, el seu director espiritual.